# Слоан, Эмили Вандербильт
Эмили Вандербильт Слоан (англ. Emily Vanderbilt Sloane Hammond; 1874—1970) — американская филантроп семейства Вандербильтов.

## Биография
Родилась 17 сентября 1874 года в Нью-Йорке на Манхэттене в семье Эмили Торн Вандербильт, представляющей семейство Вандербильтов, и её мужа — Уильяма Дугласа Слоана.
Она выросла в Нью-Йорке, лето проводила в родительском особняке Elm Court в Леноксе, штат Массачусетс. В юные годы играла на фортепиано в воскресной школе. Проявляла большой интерес к религии, произнося небольшие проповеди своим братьям и сестрам; позже она считала свою веру важной из чувства некоторой вины за то, что родилась в богатой семье. Став взрослой, Эмили регулярно посещала оперу и общественные лекции. Она не любила алкоголь и табак, запрещала употреблять их в своем доме.
Эмили Вандербильт Слоан известна своими пожертвованиям денег на добрые дела и социальные нужды. Она была сторонником педагога Марты Берри и финансировала Берри-колледж. Участвовала в восстановлении Дома Теодора Рузвельта и много лет была президентом Женской ассоциации памяти Рузвельта, которая позже была преобразована в Theodore Roosevelt Association. Также Эмили состояла в других общественных организациях. В 1914 году стала основателем Parents' League of New York, позже заняв должность её президента. После смерти мужа, в 1949 году, она пожертвовала семейное поместье Dellwood в местечке Mount Kisco площадью 277 акров движению Moral Re-Armament.
Умерла 22 февраля 1970 года в Нью-Йорке на Манхэттене. Была похоронена в семейном мавзолее Вандербильтов в Нью-Дорпе на Статен-Айленде, штат Нью-Йорк.

## Семья
5 апреля 1899 года она вышла замуж за Джона Генри Хаммонда I (John Henry Hammond I, 1871—1949) в Епископальной церкви Святого Варфоломея, который был братом Огдена Хаммонда, посла США в Испании. У них четверо детей:
- Адель Слоан Хаммонд (1902—1998),
- Элис Фрэнсис Хаммонд (1905—1978),
- Рэйчел Хаммонд (1908—2007),
- Джон Генри Хаммонд II (1910—1987).